# Daniel Carroll (rugbyspeler)
Daniel Brendon Carroll (Melbourne, 17 februari 1887 - New Orleans, 5 augustus 1956) was een Australisch/Amerikaans rugbyspeler.

## Carrière
Tijdens de Olympische Zomerspelen 1908 werd hij met de Australazië ploeg olympisch kampioen. Carrol speelde in 1908 als center. In 1920 werd hij met de Amerikaanse ploeg olympisch kampioen. In de Amerikaanse ploeg was hij coach en speelde als scrum-half.

## Erelijst

### MetAustralazië
- Olympische Zomerspelen:  1908

### Met deVerenigde Staten
- Olympische Zomerspelen:  1920